# قلي سريع

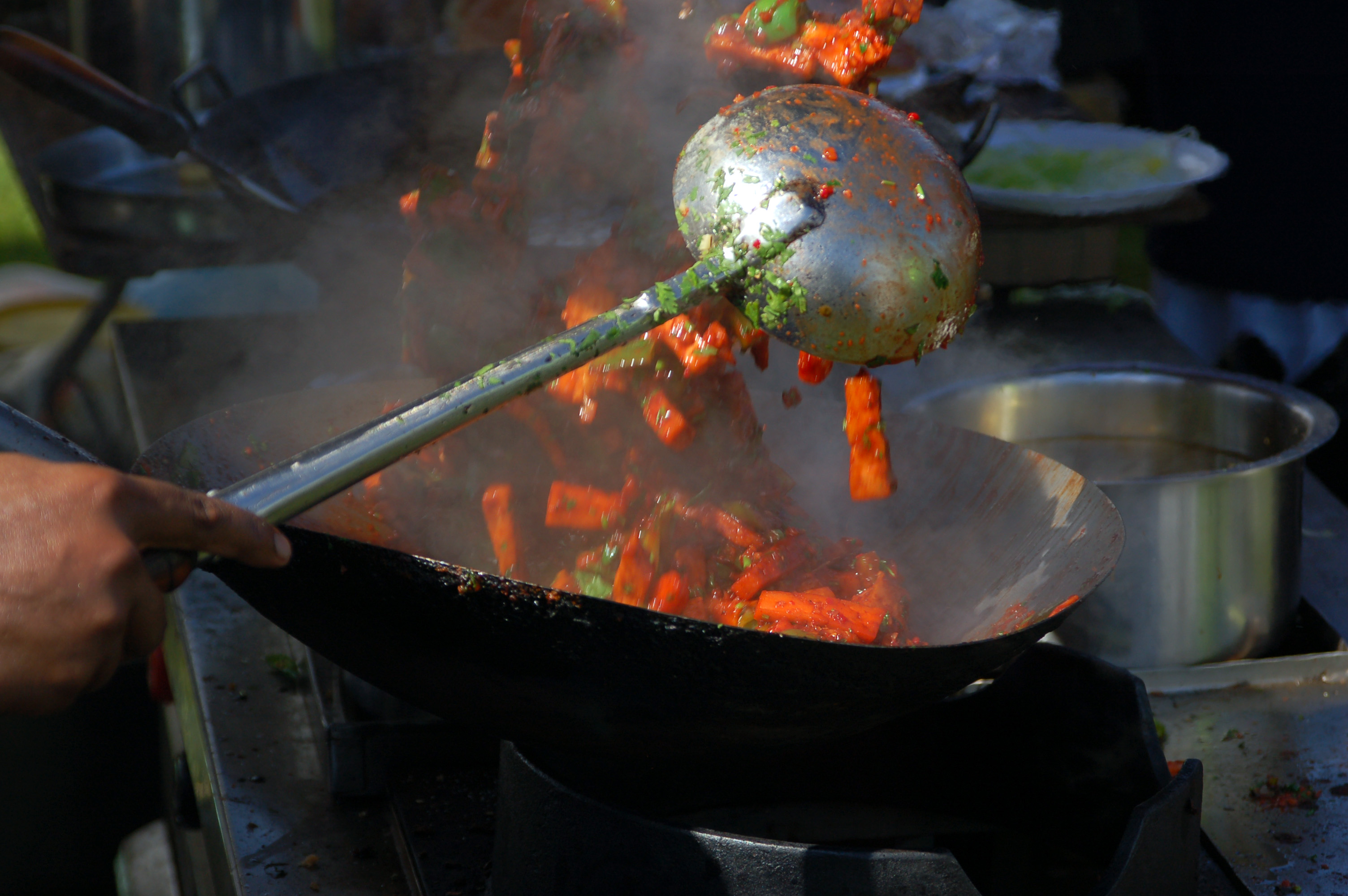
قلي سريع

القلي السريع طريقة لتحضير الطعام يتميز فيها المطبخ في منطقة جنوب شرق أسيا في تايلند والصين وهي طريقة معتمدة لديهم في قلي الخضار دون سلقها أو شيها وتفيد هذه الطريقة في المحافظة على الفيتامينات القابلة للانحلال في الماء أو التأثر بالحرارة كفيتامين أ (A) وفيتامين ج (C).
القلي السريع يكون باستعمال زيت للقلي قليل الدسم. ويتم ذلك بتعريض الطعام لحرارة عالية وسريعة وبهذه الطريقة يحتفظ الطعام بكل مكوناته الغذائية، إضافة إلى أن الطعام سوف يمتص كميات قليلة من الدهون، حيث أن الطبقات الخارجية للطعام ستغلق ثقوبها بسرعة بسبب الحرارة الشديدة خصوصاً في بداية عملية القلي، حيث سيؤدي ذلك إلى طهي الأجزاء الداخلية من الطعام بسبب البخار المتوفر. ولأنه يتم طهيه بسرعة فإنه لا يفقد الكثير من الفيتامينات والأملاح التي يحتويها.

## اقرأ أيضاً
- قلي
- شوي